# 丹尼尔·夏普
丹尼尔·夏普（英語：Daniel Sharp，1987年12月10日—），新西兰男子游泳运动员。他曾代表新西兰参加2004年、2008年和2012年夏季残疾人奥林匹克运动会游泳比赛，获得二枚银牌和一枚铜牌。